# Lomtjärnen (Norra Finnskoga socken, Värmland, 676387-131940)
Lomtjärnen är en sjö i Torsby kommun i Värmland och ingår i Göta älvs huvudavrinningsområde.